# خود مدیریتی
خود مدیریتی فرایندی درونی و فکری است که فرد از طریق آن می‌تواند به‌طور خودآگاه و سازنده تفکرات خود را بررسی و تغییرات در جهت نوآوری و پیشرفت را ایجاد کند. به عبارت دیگر خود مدیریتی از معرفت پذیری اجتماعی نشات می‌گیرد.
خود مدیریتی به توانایی تنظیم رفتارها، افکار و عواطف خود به شیوه ای مولد و مفید برای موفقیت شخصی و حرفه ای اشاره دارد. این شامل توسعه مهارت هایی مانند مدیریت زمان، خودانگیختگی، مدیریت استرس، سازگاری، تصمیم گیری و هوش هیجانی برای دستیابی به اهداف و حفظ تعادل کار و زندگی سالم است.خود مدیریتی میتواند به ایجاد تاب آوری کمک کند.

## اهداف خود مدیریتی
خود مدیریتی به دنبال تغییر نگرش و شخصیت نیست بلکه می‌خواهد رفتار را تحت کنترل در بیاورد و اگر لازم باشد تغییراتی را در آن ایجاد کند.

## حوزه‌های خود مدیریتی
خود مدیریتیی را می‌توان در دو حوزه مربوط به علوم رفتاری و مدیریتی تعریف و تشریح کرد:

### حوزه علوم رفتاری
خود مدیریتی عبارت است از شناخت و پرورش ابعاد و صفات روحی و روانی مثبت، و شناخت و حذف ابعاد مختلف و صفات منفی روحی و روانی افراد.

### حوزه علوم مدیریتی
خود مدیریتی عبارت است از شناسایی درست توانایی‌ها و استعدادها و تلاش برای پرورش و شکوفایی آنهاست.

## اهمیت و ضرورت
مهم‌ترین رویدادی که که در آینده به وقوع خواهد پیوست قطعاً فناوری یا تجارت الکترونیک نخواهد بود، بلکه یک تغییر و تحول اساسی در زندگی بشری اتفاق خواهد افتاد که همانا با رشد فزاینده و محسوس تعداد انسانها مورد توجه قرار می‌گیرد که نخستین گام، مدیریت انسان هاست که در سرلوحه آن مدیریت خود افراد بر خودشان (خود مدیریتی) می‌باشد و دلیل آن عدم وجود فرصت آمادگی و توان لازم جامعه برای پرداختن به این اهم می‌باشد.
باید توجه داشت که خود مدیریتی یک فرایند اختیاری است، نه یک فرایند اجباری. به عبارت دیگر، افراد به خواست خودشان به آن گرایش پیدا می‌کنند و نه به اجبار دیگران، به همین جهت عملی شدن و نتیجه بخش بودن آن دور از انتظار و ذهن نیست و کاری شدنی است.
با ابتکار خود مدیریتی و آموزش فناوری‌های جدید به کارکنان کاری بس بزرگ را آغاز کردند و نوع مدیریتی آنها مدیریت شناور بود که در نتیجه آن درآمدها افزایش یافت، هزینه‌ها کنترل شد، خشنودی شغلی و تعهد شغلی کارکنان بالا رفت، کارکنان اعتماد به نفس بالایی پیدا کردند، مشتریان از انجام خدمات راضی بودند، ایده‌های جدید به طرف سازمان سرازیر شد و در نهایت یک تیم خود مدیریتی قوی به وجود آمد که تک تک اعضای آن قهرمانان تیم بودند که مشاغل مختلف را بر عهده می‌گرفتند و با موفقیت کار را به اتمام می‌رساندند که ظرفیت خدمات و فروش ۵۰ درصد افزایش یافت.

## فرایند
1. -تعیین هدف:اهداف خود را به‌طور واضح تعیین کنید. یعنی اهداف خاص داشته باشید.
2. -تعیین زمان:مشخص کنید که چه زمانی می‌خواهید فعالیت خود را انجام دهید.
3. -ثبت وقایع:میزان موفقیت و شکست خود را در ارتباط با فعالیت ثبت کنید.
4. -ایجاد تعهد:یک تعهد عمومی به وجود آورید یعنی افراد دیگر را راجع به اهداف و موفقیت‌های خود مطلع سازید.
5. -تعیین مجازات:اگر نیاز است، برای شکستهای خود جریمه تعیین کنید.
6. -عجله نداشتن:کوچک فکر کنید. تلاش نکنید که اشتباهات گذشته را در یک روز جبران کنید.
7. -آگاهی از موضوع:میزان محصولی که قصد تولید آن را دارید مشخص کنید. یعنی برای انجام هر کاری جدول زمانی مناسب مشخص کنید.
8. -زمان‌سنجی:دستگاه زمان‌سنجی بگیرید که هر پنج دقیقه یکبار هشدار دهد تا بفهمید در حال انجام دادن وظیفه خود هستید یا خیر. این خصوصاً وقتی خوب است که شما در حال اندازه‌گیری میزان محصول تولیدی هستید.
9. -ارتباط منظم:تماسهای خود را روزانه، هفتگی و… به صورت منظم، مرتب کنید.
10. -بیان موفقیت‌ها:موفقیت‌های خود را به صورت یک نمودار به دوستان خود نشان دهید.
11. -متمرکز شدن:حواس‌پرتی را کنار بگذارید. تلاش کنید کارتان را به موقع و بجا انجام دهید، کسی نمی‌تواند مزاحم شما شود.
12. -ارزیابی و بازخورد گرفتن:اگر در اجرای پروژه خود مدیریتی خود در هر مرحله، اگر دفعه اول موفق نشدید دوباره تلاش کنید. مطمئن باشید برنامه شما بهبود می‌یابد و بخاطر داشته باشید که در هر برنامه کجا بودید، حالا کجا هستید و در آینده نزدیک به کجا خواهید رسید.[۵]

### مزایا
یکی از اصول خود مدیریتی کمک به موفقیت افراد در زمینه روابط حرفه ای، شغلی، خانوادگی، سلامتی و شخصی افراد است. باب مک هاردی و جان مارشال(۲۰۰۶) در کتاب صول خود مدیریتی مزایا و نتایج استفاده خود مدیریتی را چنین آورده‌اند:
1. -بهبود و افزایش عملکرد شخصی ۲-افزایش اعتماد به نفس ۳-بهبود دیدگاه‌ها و عواطف درونی افراد ۴- افزایش حس مسئولیت پذیری و تعهد در افراد ۵-بهبود تلاشهای عمل کنندگان در یک فرهنگ عملکردی قوی.

### نتایج
1. -توسعه روزانه سیستم‌های تولید و خدمات در نتیجه خود مدیریتی افراد ۲-اجتناب از رکود ۳-یادگیری تکنیک‌هایی به منظور توسعه و حفظ اعتماد به نفس ۴-افزایش میزان نرخ بازگشت سرمایه در تعهد و انرژی افراد ۵-افزایش رفاه حرفه ای و شخصی ۶-یادگیری به منظور ایجاد و حفظ خود تعهدی در افراد ۷- توسعه سیستم مدیریت زمان و کاهش استرس به صورت روانشناختی ۸-افراد یادمی‌گیرند که چگونه تصمیم‌گیری نمایند و عادتهایی را که منجر به موفقیت می‌شود در خودشان به وجود آورند ۹-یادگیری خودارزیابی و خود مربی گری.

یکی از نتایج اصلی فرایند خود مدیریتی حفظ استقلال و آزادی‌های فردی است.